# ガールズ・ステップ
『ガールズ・ステップ』は、宇山佳佑の小説、またそれを原作とした日本映画。

## あらすじ
主人公の西原あずさは、優柔不断で仲間はずれになるのがいやで、多数に流れてしまいがちな高校3年生。恋心を抱く憧れの先輩池辺保との約束を守るために、ダンス部の部長になる。新年度最初の部活のために練習場に向かうと、ダンス部の落ちこぼれ小沢アキ、貴島美香、岸本環の3人と誰よりもダンスが上手いが協調性のない片瀬愛海の4人しか集まらず、あずさが部長になったことに反発して、友達だと思っていた倉田結衣をはじめとして主力部員が退部してしまう。あずさは結衣から、ダンス部のお荷物、友達とは思っていないと言われてしまい、ショックでその日は残った4人に何も言えず帰宅してしまう。翌日5人で話し合い、いったん廃部にしようとなったが、あずさが強く存続を訴えたため、愛海からダンスのコーチが来てくれれば存続しようと提案があり、あずさが探すことになる。
あずさがたまたま街で世界的に有名なケニー長尾と瓜二つの男に出くわし、男の家まで行ってコーチを依頼する。男は、一卵性双生児の兄ケニー長尾は亡くなっていて、自分は踊れない弟の健次郎だと名乗る。一度はコーチになることを断られるが、あずさがダンス部の4人にケニー長尾がコーチを引きつけてくれたと嘘をついてしまい、あずさの家に居候する条件で健次郎が兄のフリをしてコーチになった。踊れない健次郎と新生ダンス部5人で、コーチの素性がばれそうになりながら、夏の大会に向けた練習が始まる。格段に上手な愛海が、だらしない4人に対して、思い詰めた感じで叱責する場面が多くなる。
そんな中、結衣たちダンス部を退部したグループが、東京でテレビの収録があり、梅雨の時期なので練習場を貸してほしいと言われ、あずさは押し切られてしまう。そのことを愛海たち4人特に愛海から反発され、愛海が練習場から帰ってしまう。その日の練習後、駄菓子屋にあずさ達たち4人が立ち寄り、改めてダンス部に入部した理由などを聞くことになり、あずさは結衣たちといっしょに他の部員たちを馬鹿にしていたことに気付く。その後、結衣たちのグループが約束よりもはやく練習場を使わせほしいとあずさたちがいる練習場に来るが、あずさはいったんは押し切られそうになりながらも、「わたしたちの居場所だから」と断る。このことで少しだけ離れていた5人の気持ちがつながり、和気藹々とダンスに打ち込むことができるようになり、大会をむかえる。しかし、大会前日、あずさが憧れの先輩池辺と愛海がいっしょにいる現場を目撃してしまい、当日気持ちが集中できずにダンスは散々な結果になってしまう。
落ち込むあずさが健次郎と言い争う中で、健次郎が偽物だと他の部員にばれてしまう。そのことをあずさは愛海たち4人に謝ることができないままに夏休みが過ぎ、健次郎はあずさの家を出ることになる。ばらばらになってしまった5人をよそに、有名になっている結衣たちのグループが、ダンス部の練習場で練習している。あずさは大会以降話しができていない4人にメールなどを送り、家庭の事情がありながらもひたむきにダンスに向き合う愛海や他の3人の思いにふれて、自分のためだけに踊るのではなくて、みんなと一緒に踊りたいという気持ちで、また5人がひとつになってダンスに向き合うようになる。
そんな中、あずさの高校でケニー長尾の復活ライブ開催を告知するポスターを目にし、出演者に高校ダンス部の名前があることに驚く。健次郎が役場に勤めるあずさの父親にかけあい、ダンス部を交えたライブを企画してくれたことを知る。ダンス部5人がそれぞれの得意分野を活かして、ライブに向けて練習を開始する。ライブ当日、健次郎からケニー長尾本人だと告げられ、けがのために上手く踊れない中で、ダンスに向き合うケニーをみながら、あずさたちは失敗してもみんなで楽しく踊れることが大切という思いを抱いて舞台にむかう。

## 登場人物
西原あずさ（にしはら あずさ）
本作の主人公。地元の高校に通う高校3年生。ダンスはあまり上手くないが高校のダンス部の部長。
ダンスや将来のことを深く考えないままに、憧れの先輩との約束を守るために、ダンス部の部長となる。高校2年生のときに、片瀬愛海にプライドを傷つきられた倉田結衣が彼女を仲間はずれにしたことに同調してしまう。
片瀬愛海（かたせ まなみ）
あずさのクラスメイトで整った顔立ちのクールな女の子。あずさと同じダンス部。勉強に専念するように母親に言われている。
高校2年生の春に東京から転校してきた。転校初日にダンス部に入部したが、圧倒的にダンスが上手ですぐにレギュラーになる。
小沢アキ（おざわ あき）
あずさと同学年のダンス部。体型や体力をあまり気にせずに、好きな食べ物を食べてしまうタイプ。こんな性格のために、チームの中で浮いてしまっている。
貴島美香（きじま みか）
あずさと同じ高校の2年生でダンス部。影が薄くて常にオドオドして、ダンスが下手な文化部系な女の子。
ガリ勉タイプで勉強はできるが、中学校まで友達がいなかったので、友達をつくりたくてダンス部に入る。
岸本環（きしもと たまき）
あずさと同じ高校の2年生でダンス部。甘ったるい声で話す、流行りのスタイルを目指しているが、少し垢抜けない女の子。父親はお寺の住職。
倉田結衣（くらた ゆい）
あずさと同学年の元ダンス部員。ダンスが上手くダンス部の中心的メンバー。
2年生まではダンス部のエースだったが、片瀬愛海が入部してからダンスの技量では抜かれてしまう。
池辺保（いけべ たもつ）
あずさのひとつ上の先輩で、現在大学生。高校3年生時にダンス部の部長で、創部2年で全国大会に出場した際の中心的メンバー。
ケニー長尾（けにー ながお）
あずさ達のダンスコーチ。アメリカで活躍していた伝説的なダンサー。交通事故でけがをしてしまい、踊れなくなる。
最初踊れない弟の健次郎と名乗っていたが、最後にケニー長尾本人だと名乗る。

## 映画
2015年9月12日劇場公開。E-girlsのパフォーマーを務める石井杏奈は本作が映画初主演、GENERATIONS from EXILE TRIBEが主題歌を担当する。映画プロジューサーが『「友情」「夢」「強さ」という映画のテーマをストレートに伝えられる楽曲だと思い』、主題歌に起用された。
文部科学省とのタイアップ企画により、スポーツ庁発足の周知を目的としたタイアップポスターが制作され、全国の中学校・高等学校やダンス教室へ配布された。法務省が映画と連携した人権擁護ポスターを作成。

### 映画のストーリー
主人公の西原あずさは、幼いころにいじめられたトラウマから、誰に対しても調子よく接してしまう高校２年生。チア部のキャプテンであずさとクラスメイトの倉田結衣たちといっしょに過ごしている。必修科目であるダンスのテストを欠席したあずさは、単位を取得するために、根暗なスマホ中毒の片瀬愛海、ぶりっ子で勘違い女子の小沢葉月、のろまなガリ勉岸本環、ヤンキーの貴島美香の通称ジミーズ4人といっしょにダンスで町のイベントに出ることになった。コーチとしてやってきたケニー長尾の指導のもと、ダンス経験のないあずさら5人で練習する中で、イベントでのパフォーマンスは散々だったが、友達といっしょにやるダンスの楽しさに目覚める。
イベント終了後に立ち寄った美香の恋人・大久保慶太のお店で、ダンスの感想などで盛り上がっている中「全日本高校生ダンス選手権」のチラシをみて、自分たちも目指すことにする。体育教師の藤原先生に相談すると、体育館を継続的に使うには部活動でないといけないことがわかり、藤原先生に顧問になってもらいダンス部を結成する。藤原先生からダンスは専門外だからコーチが必要といわれ、イベント終了後に名刺をもらっていたケニー長尾のダンス教室に向かい、5人のお小遣いを集めたものを渡しコーチになってもらう。当初、環は学業成績が気になり、部には参加しなかったが、ダンスをしている4人を見て、母親に直談判して入部する。
ダンス部の活動が始まるが、体育館での練習場所などで優勝を目指しているチア部とたびたびぶつかることがあり、あずさは結衣たちに自分たちダンス部のことを主張できずにいた。そんなあずさを少し不満に思っている4人であったが、練習中にチア部とダンス部のメンバーがぶつかってしまうという事故がおきる。そのことで、あずさは結衣たちと距離をおかれることになり、結衣たちとの仲を修復しようとしてダンス部の練習に出なかったりして、4人との関係もぎこちなくなってしまう。最後には、環ひとりだけがケニーとの練習に参加するようになり、休部状態になる。
幼なじみの池辺保から助言を受けたりしながら、4人それぞれの家庭の事情やダンスへの思いに触れることで、改めて、5人で大会に向けてダンスに向き合うことを誓う。ダンスに真摯に向き合う5人をみて、結衣たちも大会直前には練習場所を譲ったり、見栄えする化粧方法を教えたりと応援してくれるようになる。大会当日は錚々たるグループの中で、自分たちのダンスを踊りきり、それぞれが次のステップに一歩踏み出すことになる。

### 原作との主な相違点
原作とは、主要な登場人物や女子高生が周りの友達関係に悩みながらダンスに出会い、次のステップに踏み出すという物語の基本部分は同じであるが、登場人物の人物設定や物語の詳細は異なる。
川村監督は、ダンスの授業が必修化した経緯や女子高生のことを取材する中で、物語やキャラクターに落とし込んでいった。

### 映画の登場人物
西原あずさ
演 - 石井杏奈
本作の主人公。幼いころにいじめられたトラウマから、誰に対しても調子よく接してしまう高校2年生。
片瀬愛海
演 - 小芝風花
あずさのクラスメイトで、いつもスマホをいじっている根暗なスマホ中毒な女子。通称”ジミーズ”のひとり。
SNSで知り合った年の離れたサラリーマンと付き合っている。
小沢葉月（おざわ はづき）
演 - 小野花梨
あずさのクラスメイトで、お嬢様気取りのぶりっ子。通称”ジミーズ”のひとり。
実は小学生の弟妹の世話をしながら母親の営む定食屋を手伝う頑張り屋。
岸本環
演 - 秋月三佳
あずさのクラスメイトで、休み時間も勉強しているガリ勉。通称”ジミーズ”のひとり。
勉強が出来て、何でもそつなくこなす兄姉にコンプレックスを抱いている。
貴島美香
演 - 上原実矩
あずさと同級生で、授業をサボったりする金髪ヘアーのヤンキー。通称”ジミーズ”のひとり。
大久保慶太と真面目に付き合っており、見かけによらずラブリーな小物が好き。
倉田結衣
演 - 松浦雅
あずさのクラスメイトで、チアリーディング部のキャプテン。関東選手権大会で前回準優勝して、今回優勝を狙っている。通称”ジミーズ”を馬鹿にしている。
池辺保
演 - 磯村勇斗
あずさと同級生で、家が隣同士の幼なじみ。バスケ部のエース。
あずさにいろいろとアドバイスを話すが、あずさが恋心を抱いているのには気付いていない。
ケニー長尾
演 - 塚本高史
あずさ達のダンスコーチ。チャラいがダンスに関しては的を射た発言をする。世界大会で優勝するなどアメリカを中心に活躍していたダンサー。
あずさ達は大会間近になって、ダンス教室にあったトロフィーがケニー長尾本人のものであり、ダンスを教わってきたケニーが世界的に有名なダンサーだと知る。
大久保慶太（おおくぼ けいた）
演 - 山本裕典
美香の恋人。元ヤンキーだが、いまは真面目に甘味処「ちろりん村」をやっている。
藤原涼子（ふじわら りょうこ）
演 - 音月桂
あずさが通う高校の担任で体育教師。ケニー長尾は、高校時代の後輩であり、ダンスの補修のコーチとして声をかける。

### キャスト
- 麻生ひなた - 玉木瑛美
- 水野桜子 - 遊馬萌弥
- 大坂美優
- 安保彩世
- 奥田知哉 - 大東駿介（友情出演）
- 池辺保の恋人（めぐちゃん） - 柳ゆり菜
- 松本穂香
- 高田夏帆

### スタッフ
- 監督 - 川村泰祐
- 原作 - 宇山佳佑
- 脚本 - 江頭美智留
- 音楽 - 遠藤浩二
- 主題歌 - GENERATIONS from EXILE TRIBE「ALL FOR YOU」
- 撮影 - 北山善弘
- 配給 - 東映
- 制作プロダクション - 東映東京撮影所、メディアミックス・ジャパン、ブースタープロジェクト
- 製作 - 「ガールズ・ステップ」製作委員会（東映、木下グループ、LDH、ローソン、東映ビデオ、集英社、読売テレビ、エイベックス、中京テレビ、ブースタープロジェクト）

### 主なロケ地
- 江の島（江ノ島弁天橋、江島神社他）
- 江ノ電沿線（藤沢駅他）

### 関連商品
映像作品
- 「ガールズ・ステップ〜いっちょ、ハジけますか★」DVD版 - 2016年3月9日発売[9]

### 受賞
- 第58回ブルーリボン賞[10]
  - 新人賞（石井杏奈、『ソロモンの偽証』と合わせての受賞）

## 書誌情報
- 宇山佳佑/著 『ガールズ・ステップ』集英社（集英社文庫）、2015年7月17日発売、ISBN 978-4-08-745344-7
- 宇山佳佑/原作・かわにし萌/作画 『ガールズ・ステップ』集英社（マーガレットコミックス）、2015年7月29日発行（2015年7月24日発売）、『ザ マーガレット』2015年6月号・8月号掲載作品、ISBN 978-4-08-845417-7
- 宇山佳佑/原作・江頭美智留/脚本・影山由美/著 『ガールズ・ステップ 映画ノベライズ』、集英社（集英社みらい文庫）、2015年8月5日発売、、ISBN 978-4-08-321283-3